# Palatul Bembo

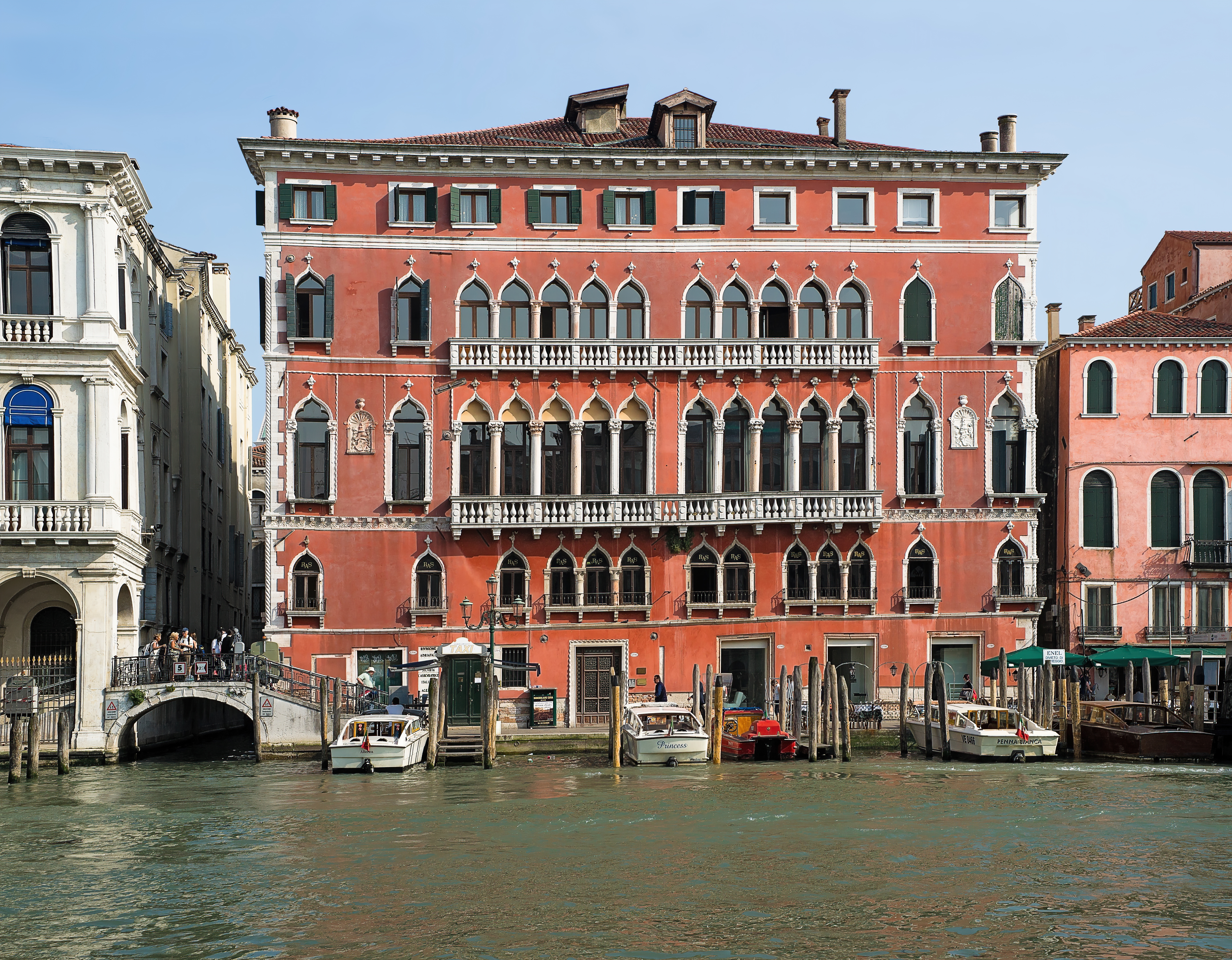
Palazzo Bembo.

Palatul Bembo este un palat din Veneția (Italia), cu fațada înspre Canal Grande, în apropiere de Podul Rialto și lângă Palatul Dolfin Manin.

## Istoric
A fost construit de familia nobiliară Bembo în secolul al XV-lea. Deși a fost remodelat de mai multe ori în cursul secolelor, exteriorul său își menține încă structura originală. Clădirea se află pe partea din San Marco a Canal Grande, înghesuită între Rio di San Salvador și Calle Bembo.
Palatul Bembo este locul de naștere al lui Pietro Bembo (1470-1547), un savant venețian, poet, teoretician literar și cardinal. El a fost o figură influentă în dezvoltarea limbii italiene ca un mijloc literar. Scrierile sale au contribuit la relansarea în secolul al XVI-lea al interesului pentru lucrările lui Francesco Petrarca. Ideile lui Bembo au fost, de asemenea, decisive în formarea celei mai importante forme muzicale laice din secolul al XVI-lea, madrigalul.
Astăzi, clădirea găzduiește un hotel și un spațiu pentru expozițiile de artă contemporană.

## Descriere
Fațada roșie a palatului combină elemente venețiene vechi cu influențe din arhitectura bizantină și este considerată un exemplu al arhitecturii în stil venețian gotic-bizantin, un stil de arhitectură originar din Veneția secolului al XIV-lea în care se împletesc influențe bizantine din Constantinopol, influențe arabe din Spania Maură și formele gotice timpurii din partea continentală a Italiei. Restaurarea din secolul al XVII-lea a Palatului Bembo a preluat influențe din acea perioadă legate de policromie, fațade partiționate în trei secțiuni și loggii.

## Folosință prezentă
Odată cu relansarea Bienalei de la Veneția, Palatul Bembo este cunoscut pentru adăpostirea expozițiilor de artă ale Bienalei, organizate de Personal Structures, o platformă internațională de artă contemporană.